# Meterana alcyone
Meterana alcyone är en fjärilsart som beskrevs av Hudson 1898. Meterana alcyone ingår i släktet Meterana och familjen nattflyn. Inga underarter finns listade i Catalogue of Life.